# La Argentina (Colombia)
La Argentina è un comune della Colombia facente parte del dipartimento di Huila.
L'istituzione del comune è del 15 gennaio 1960.